# Edward Chapman
Pour les articles homonymes, voir Chapman.
Edward Chapman, né le 13 octobre 1901 à Harrogate et mort le 9 août 1977 à Brighton, est un acteur anglais.

## Filmographie partielle
- 1930 : Meurtre d'Alfred Hitchcock : Ted Markham
- 1930 : Junon et le Paon d'Alfred Hitchcock : Capitaine Boyle (le paon)
- 1930 : The Skin Game d'Alfred Hitchcock : Dawker
- 1935 : Royal Cavalcade :
- 1936 : Les Mondes futurs de William Cameron Menzies : Pippa Passworthy / Raymond Passworthy
- 1936 : Rembrandt d'Alexander Korda : Fabrizius
- 1938 : La Citadelle de King Vidor : Joe Morgan
- 1939 : There Ain't No Justice de Pen Tennyson (en) : Sammy Sanders
- 1940 : Law and Disorder de David MacDonald : Inspecteur Bray
- 1947 : Il pleut toujours le dimanche de Robert Hamer : George Sandigate
- 1949 : The Spider and the Fly de Robert Hamer : le ministre de la guerre
- 1950 : Les Forbans de la nuit de Jules Dassin : Hoskins
- 1950 : La Renarde de Michael Powell et Emeric Pressburger : M. James
- 1952 : Trois Dames et un as (The Card) de Ronald Neame : Mr Duncalf
- 1952 : L'assassin a de l'humour (The Ringer) de Guy Hamilton
- 1952 : La Merveilleuse Histoire de Mandy (Mandy) d'Alexander Mackendrick : Ackland
- 1955 : The Love Match de David Paltenghi : Mr Longworth
- 1956 : La Croisée des destins de George Cukor : Thomas Jones
- 1956 : L'Homme de Lisbonne de Ray Milland : Edgar Selwyn
- 1956 : X l'Inconnu (X the Unknown) de Leslie Norman : John Elliott
- 1960 : Oscar Wilde de Gregory Ratoff : le marquis de Queensberry
- 1971 : La Grande Aventure de James Onedin (The Onedin Line) de Cyril Abraham : Thomas Callon